# Moritz Brandis

Druck aus dem Jahr 1492

Moritz Brandis (* im 15. Jahrhundert; † im 16. Jahrhundert) war ein deutscher Buchdrucker, der zwischen 1488 und etwa 1504 im mitteldeutschen Raum wirkte.
Der aus der Delitzscher Buchdruckerfamilie Brandis stammende Moritz – seine Brüder waren Marcus, Lucas und Matthäus – ist mit Drucken an zwei Orten nachweisbar.
Ab etwa 1485 arbeitete er in der Druckerwerkstatt seines älteren Bruders Marcus in Leipzig, der bereits seit 1481 dort ansässig und für den ersten nachweislich in der Messestadt angefertigten Buchdruck verantwortlich war. Sein erster Buchdruck unter eigenem Namen war das Werk Ordinarius breviarii Brandenburgensis (14. November 1488), die Werkstatt teilte er sich vermutlich weiterhin mit Marcus Brandis. Anfang Juli 1490 gab Moritz Brandis in Leipzig mit finanzieller Unterstützung von außen eine aufwändige Ausgabe des Sachsenspiegels in einer Auflage von 386 Exemplaren heraus, welche ihn vermutlich dort nach Absatzschwierigkeiten in den finanziellen Ruin trieb und Ende des Jahres nach Magdeburg führte.
Von 1491 bis 1504 ist Moritz Brandis als später wirtschaftlich überaus erfolgreicher Drucker in Magdeburg nachweisbar. Aus dieser Zeit sind unter anderem Werke von Vinzenz Ferrer (1493), Innozenz VIII. (undatiert), Tilemann Zierenberger (1494), Theodor Engelhausen (undatiert), Hieronymus Savonarola (1500) bekannt. Daneben druckte er auch mehrere liturgische Werke für die Magdeburger Kirche wie Missale Magdeburgense (1497), eine Agenda (Magdeburgense) und ein Breviarium Halberstadense (1500) für Halberstadt.
Mehrere buchschmucklose Einblattdrucke sind ebenfalls Moritz Brandis zuzuordnen, so zum Beispiel Steuermandate vom sächsischen Herzog Albrecht dem Beherzten (1488) sowie verschiedene Ablassbriefe. Insgesamt sind mehr als 100 Drucke Moritz Brandis nachzuweisen, wobei einige vermutlich mit seinem Bruder Marcus gemeinsam entstanden sind.